# Carl Friedrich Roewer
Carl Friedrich Roewer (Neustrelitz, 12 ottobre 1881 – Brema, 17 giugno 1963) è stato un aracnologo tedesco, particolarmente dedito allo studio tassonomico degli opilionidi - un ordine di aracnidi - di cui descrisse circa un terzo (2 260) delle specie oggi conosciute; è stato anche l'autore della descrizione di circa 700 taxa di ragni e di numerose specie di solifugi.

## Biografia
Nel 1906, dopo aver conseguito la laurea e il dottorato di ricerca in scienze naturali all'Università di Jena, fu per un anno assistente del biologo e zoologo Ernst Haeckel, già autore di importanti contributi in campo evoluzionistico e filosofico. Nel 1910, iniziò a lavorare come docente di biologia e chimica all'istituto commerciale (Oberrealschule an der Dechanatstraße) di Brema, ma il suo interesse rimaneva ancora la zoologia e, in particolare, gli opilionidi dei quali negli anni divenne uno dei maggiori specialisti al mondo, con migliaia di nuovi taxa descritti. Nel 1923, pubblicò un primo lavoro fondamentale su questo ordine di aracnidi, "Die Weberknechte der Erde" (Opilionidi del mondo), e nel 1924, il senato di Brema gli conferì il titolo di Professore.
Nel 1933, fu nominato direttore dell'Übersee Museum ("museo d'oltremare") di Brema, un museo etnografico e di storia naturale dedicato, in particolare, agli aspetti naturalistici, culturali e commerciali delle regioni d'oltremare (Asia, Oceania, Africa e Americhe). In qualità di direttore, svolse un significativo lavoro di modernizzazione delle collezioni già presenti, ma introdusse anche - in una nuova sezione del museo dedicata alla storia evolutiva umana in chiave razzista chiamata "Stammesgeschichte und Rassen des Menschen" (Evoluzione e razze degli uomini) - la tematica ideologica della supremazia della razza ariana propugnata dal nazismo, a cui Roewer aveva aderito proprio in quegli anni prendendo anche la tessera di partito.
Al termine del secondo conflitto mondiale, la militanza nel Partito Nazista costò a Roewer la perdita della pensione e il sequestro della propria abitazione, ma queste privazioni non interruppero il suo lavoro di ricerca sugli aracnidi: nel 1954 pubblicò anche la seconda parte del suo monumentale catalogo dei ragni ("Katalog der Araneae"), la cui prima parte era già stata mandata alle stampe nel 1942.

## Opere
Roewer fu autore di numerose pubblicazioni sugli aracnidi e in particolare sugli opilionidi. I suoi contributi più importanti sono:
- Die Weberknechte der Erde. G. Fischer, Jena 1923
- Katalog der Araneae von 1758 bis 1940 1. Band. (parte 1) Komm.-Verlag “Natura”, Brema 1942 pp. 1040
- Katalog der Araneae von 1758 bis 1940 2. Band. (parte 2, indice analitico) Institut Royale des Sciences Naturelles, Bruxelles 1954 pp. 1751

## Taxa descritti
- Microstigmatidae Roewer, 1942, famiglia di ragni
- Berinda Roewer, 1928, genere di ragni della famiglia Gnaphosidae
- Jaluiticola Roewer, 1944, genere di ragni della famiglia Salticidae
- Peltonychia Roewer, 1935, genere di opilioni della famiglia Travuniidae

## Taxa denominati in suo onore
- Roeweria Mello-Leitão, 1923 genere di opilionidi della sottofamiglia Pachylinae
- Alopecosa roeweri (Rosca, 1937), ragno, (Lycosidae)
- Anepsion roeweri (Chrysanthus, 1961), ragno, (Salticidae)
- Maypacius roeweri Blandin, 1975, ragno, (Pisauridae)
- Naubolus roeweri Soares & Camargo, 1948, ragno, (Salticidae)